# Rudi Koopmans

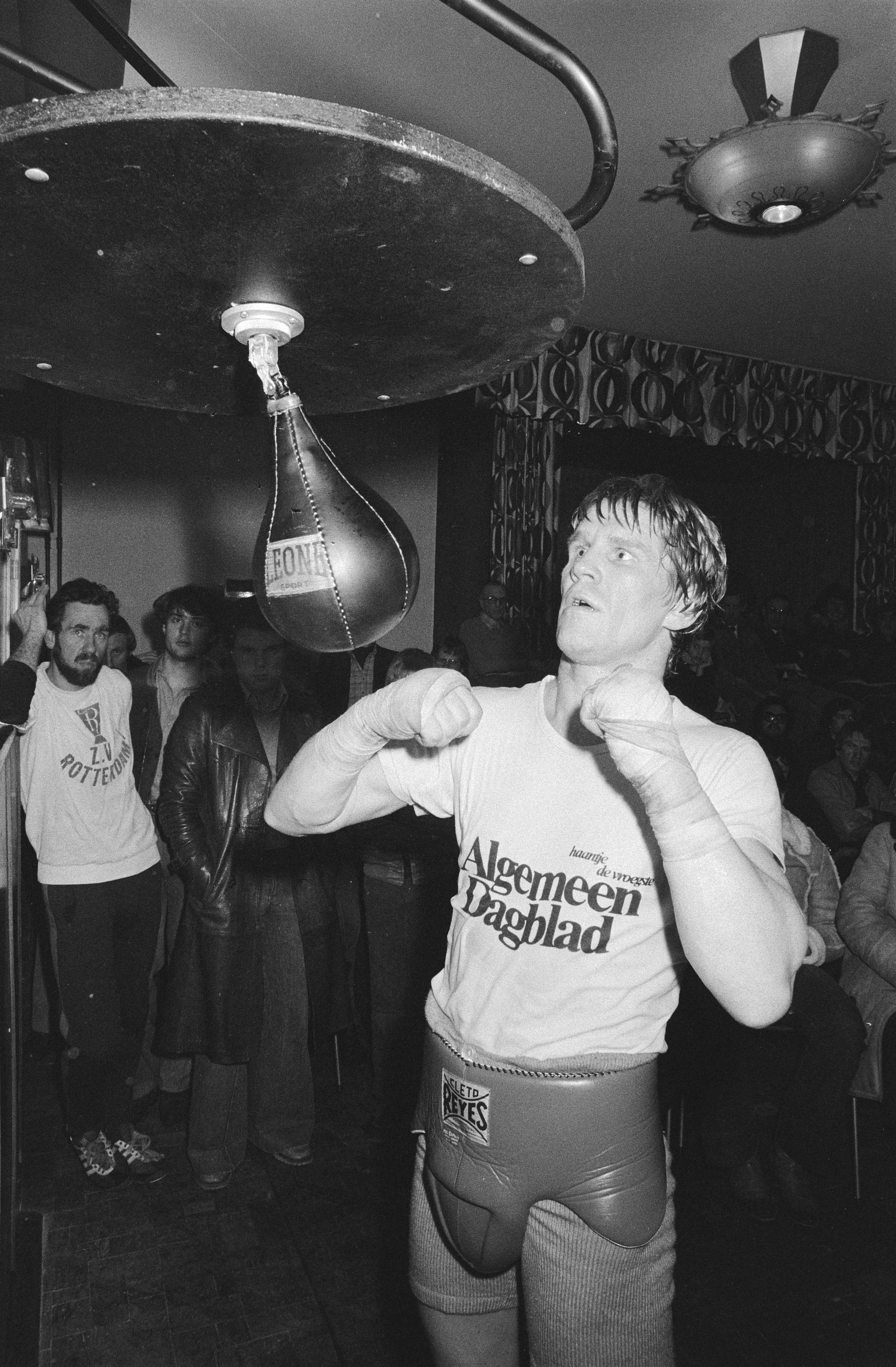
Rudi Koopmans in 1979

Rudi Koopmans (Leeuwarden, 30 januari 1948) is een voormalig Nederlands bokser.
Koopmans bokste op 15 februari 1978 voor het eerst om de Europese titel in het halfzwaargewicht. Hij verloor van de Italiaan Aldo Travesaro. Ruim een jaar later, op 7 maart 1979, versloeg hij Travesaro wel. Tot 1984 bleef hij in tien partijen waarin hij werd uitgedaagd overeind. In 1984 verloor hij echter door opgave de titel aan de Fransman Richard Caramanolis. 
Op 28 november 1980 bokste Koopmans om de wereldtitel tegen de Amerikaan Eddie Mustafa Muhammad. Het werd een kansloze missie. Al na drie ronden staakte de scheidsrechter de match omdat verder boksen voor Koopmans onverantwoord was, een zogenaamd 'technisch knock-out'. Volgens Koopmans had hij een kopstoot van zijn tegenstander gekregen.
Op 15 november 1982 won hij van landgenoot Alex Blanchard het gevecht om de Europese titel in het halfzwaargewicht in het Sportpaleis Ahoy Rotterdam.
Na het verloren duel in de strijd om de Europese titel, in het Parc Chanot in Marseille op 2 februari 1984, stopte Koopmans met zijn professionele carrière maar hij bleef actief in de sportschoolwereld. Hij was later bodyguard en ondernemer en was een zakenpartner van de in 2003 geliquideerde vastgoedhandelaar Bertus Lüske.
Tegenwoordig woont hij in Rotterdam en in Brazilië. In 2015 werd hij benoemd tot erelid van de Nederlandse boksbond (NBB).